# Johann Ludwig von Goczalkowsky
Johann Ludwig Freiherr von Goczalkowsky (auch Goczalkowsky und Wiersby) (geb. um 1693; gest. im 18. Jahrhundert) war ein preußischer Landrat.

## Leben
Johann Ludwig Freiherr von Goczalkowsky saß auf Wierzby und wurde 1743 oder 1744 Nachfolger von Georg Friedrich von Rousitz und Helm als Landrat des Kreises Lublinitz. Das Amt als Landrat übte er bis zum Jahr 1759 oder 1760 aus, Nachfolger wurde Adam Heinrich von Jordan.

## Persönliches
Johann Ludwig von Goczalkowsky hatte mit einer von Larisch eine Tochter, die sich mit Martin von Kobilinski vermählte. Mit ihr ist der Stamm und Name in Preußen wahrscheinlich erloschen.